# ترميم المنازل (مسلسل تلفزيوني)
ترميم المنازل (بالإنجليزية: Fixer Upper) هو مسلسل تلفزيوني واقعي أمريكي يدور حول تصميم المنازل وترميمها بُث لأول مرة على قناة إتش جي تي في. قام ببطولة المسلسل تشيب وجوانا غينز، وهما زوجان يمتلكان شركة لترميم المنازل وإعادة تصميمها في واكو، تكساس. بُثَ البرنامج التجريبي في مايو 2013، مع بداية الموسم الكامل الأول في أبريل 2014. بدأ الموسم الثاني في يناير 2015؛ وبدأ الموسم الثالث في ديسمبر 2015؛ وبدأ الموسم الرابع في نوفمبر 2016. عُرض الموسم الخامس والأخير لأول مرة في 21 نوفمبر 2017.